# Campeonato Paranaense de Futsal
O Campeonato Paranaense de Futsal, cujo nome usual é Chave Ouro, se trata do principal torneio entre clubes profissionais do futsal do Paraná, sua organização é de competência da Federação Paranaense de Futsal. Possuí seu  formato de disputa misto, alternando entre pontos corridos na primeira e segunda fase e mata-mata nas finais.
A Chave Ouro é um dos mais tradicionais certames de futsal no Brasil, contemplando equipes da maioria das regiões do estado, adquiriu um status respeitável sendo considerada a competição mais popular do interior do Paraná.
Diferentemente do Campeonato Paranaense de Futebol, onde a capital mantém ampla vantagem no número de conquistas sobre o interior, no futsal Curitiba tem apenas um, justamente na primeira edição em 1995, quando o Clube Curitibano se sagrou campeão.
Nos primeiros anos, duas equipes se alternaram na conquista dos títulos, são eles: O Foz Futsal e o São Miguel Futsal. O Foz Futsal se tornou tricampeão, conquistando  os campeonatos de 1996, 1997  e 2001, já o São Miguel,  ganhou a Ouro em quatro oportunidades:1998, 1999, 2000  e 2002. Juntos, os dois clubes dominaram o torneio por sete anos consecutivos.
A primeira agremiação a quebrar a hegemonia de Foz e São Miguel, foi o Cascavel, que enfileirou três títulos seguidos: 2003, 2004 e 2005. Posteriormente a serpente veio a se tornar a maior campeã do torneio, com cinco triunfos, após ganhar as edições de 2011 e 2012. O time do Oeste também é recordista em finais, com doze no total.
Outras agremiações que obtiveram o título foram, o Umuarama em duas oportunidades,
2007 e
2008
, à Copagril em 2009, 2013 e 2016, o Guarapuava em 2010, 2014 e 2015, e o Pato Futsal em 2006, 2017 e 2023.
O torneio define o representante paranaense em competições nacionais, dando acesso ao seu campeão, à Taça Brasil de Futsal.

## Campeões[15]
| Edição | Ano             | Campeão                 | Vice-campeão            |
| ------ | --------------- | ----------------------- | ----------------------- |
| 1ª     | 1995 (detalhes) | Clube Curitibano        | Grêmio Londrinense      |
| 2ª     | 1996 (detalhes) | Foz Futsal              | Tuiuti                  |
| 3ª     | 1997 (detalhes) | Foz Futsal              | Atlético Patobranquense |
| 4ª     | 1998 (detalhes) | São Miguel              | Foz Futsal              |
| 5ª     | 1999 (detalhes) | São Miguel              | Asserpi Foz             |
| 6ª     | 2000 (detalhes) | São Miguel              | Foz Futsal              |
| 7ª     | 2001 (detalhes) | Foz Futsal              | São Miguel              |
| 8ª     | 2002 (detalhes) | São Miguel              | Amafusa                 |
| 9ª     | 2003 (detalhes) | Cascavel                | Toledo                  |
| 10ª    | 2004 (detalhes) | Cascavel                | São Miguel              |
| 11ª    | 2005 (detalhes) | Cascavel                | Umuarama                |
| 12ª    | 2006 (detalhes) | Atlético Patobranquense | Umuarama                |
| 13ª    | 2007 (detalhes) | Umuarama                | Cascavel                |
| 14ª    | 2008 (detalhes) | Umuarama                | Ciagym Maringá          |
| 15ª    | 2009 (detalhes) | Copagril                | São Miguel              |
| 16ª    | 2010 (detalhes) | Guarapuava              | Cascavel                |
| 17ª    | 2011 (detalhes) | Cascavel                | São Lucas               |
| 18ª    | 2012 (detalhes) | Cascavel                | Copagril                |
| 19ª    | 2013 (detalhes) | Copagril                | Cascavel                |
| 20ª    | 2014 (detalhes) | Guarapuava              | Cascavel                |
| 21ª    | 2015 (detalhes) | Guarapuava              | Umuarama                |
| 22ª    | 2016 (detalhes) | Copagril                | Keima                   |
| 23ª    | 2017 (detalhes) | Pato Futsal             | Marreco                 |
| 24ª    | 2018 (detalhes) | Foz Cataratas           | Marreco                 |
| 25ª    | 2019 (detalhes) | Foz Cataratas           | Dois Vizinhos           |
| 26ª    | 2020 (detalhes) | Cascavel                | Umuarama                |
| 27ª    | 2021 (detalhes) | Cascavel                | Campo Mourão            |
| 28ª    | 2022 (detalhes) | Chopinzinho             | Cascavel                |
| 29ª    | 2023 (detalhes) | Pato Futsal             | Chopinzinho             |
| 30ª    | 2024 (detalhes) | Pato Futsal             | Umuarama                |

### Títulos por equipe
| Clube              | Cidade                  | Títulos                                       | Vices                             |
| ------------------ | ----------------------- | --------------------------------------------- | --------------------------------- |
| Cascavel           | Cascavel                | 7 (2003, 2004, 2005, 2011, 2012, 2020 e 2021) | 5 (2007, 2010, 2013 e 2014, 2022) |
| Pato Futsal        | Pato Branco             | 4 (2006, 2017, 2023 e 2024)                   | 1 (1997)                          |
| São Miguel         | São Miguel do Iguaçu    | 4 (1998, 1999, 2000 e 2002)                   | 3 (2001, 2004, 2009)              |
| Foz Futsal         | Foz do Iguaçu           | 3 (1996, 1997 e 2001)                         | 2 (1998 e 2000)                   |
| Copagril           | Marechal Cândido Rondon | 3 (2009, 2013 e 2016)                         | 1 (2012)                          |
| Guarapuava         | Guarapuava              | 3 (2010, 2014 e 2015)                         | 0 (não possui)                    |
| Umuarama           | Umuarama                | 2 (2007 e 2008)                               | 4 (2005, 2006, 2015 e 2020)       |
| Foz Cataratas      | Foz do Iguaçu           | 2 (2018 e 2019)                               | 0 (não possui)                    |
| Clube Curitibano   | Curitiba                | 1 (1995)                                      | 0 (não possui)                    |
| ACEL Chopinzinho   | Chopinzinho             | 1 (2022)                                      | 0 (não possui)                    |
| Marreco            | Francisco Beltrão       | 0 (não possui)                                | 2 (2017 e 2018)                   |
| Grêmio Londrinense | Londrina                | 0 (não possui)                                | 1 (1995)                          |
| Tuiuti             | Cascavel                | 0 (não possui)                                | 1 (1996)                          |
| Asserpi            | Foz do Iguaçu           | 0 (não possui)                                | 1 (1999)                          |
| Amafusa            | Maringá                 | 0 (não possui)                                | 1 (2002)                          |
| Toledo             | Toledo                  | 0 (não possui)                                | 1 (2003)                          |
| Ciagym Maringá     | Maringá                 | 0 (não possui)                                | 1 (2008)                          |
| São Lucas          | Paranavaí               | 0 (não possui)                                | 1 (2011)                          |
| Keima              | Ponta Grossa            | 0 (não possui)                                | 1 (2016)                          |
| Campo Mourão       | Campo Mourão            | 0 (não possui)                                | 1 (2021)                          |

### Títulos por cidade
| Cidade                  | Títulos                                       | Vices                                  |
| ----------------------- | --------------------------------------------- | -------------------------------------- |
| Cascavel                | 7 (2003, 2004, 2005, 2011, 2012, 2020 e 2021) | 6 (1996, 2007, 2010, 2013, 2014, 2022) |
| Foz do Iguaçu           | 5 (1996, 1997, 2001, 2018 e 2019)             | 3 (1999, 1998 e 2000)                  |
| Pato Branco             | 4 (2006, 2017, 2023 e 2024)                   | 1 (1997)                               |
| São Miguel do Iguaçu    | 4 (1999, 1998, 2000 e 2002)                   | 3 (2001, 2004, 2009)                   |
| Marechal Cândido Rondon | 3 (2009, 2013 e 2016)                         | 1 (2012)                               |
| Guarapuava              | 3 (2010, 2014 e 2015)                         | 0 (não possui)                         |
| Umuarama                | 2 (2007 e 2008)                               | 3 (2005, 2006, 2015 e 2020)            |
| Chopinzinho             | 1 (2022)                                      | 0 (não possui)                         |
| Curitiba                | 1 (1995)                                      | 0 (não possui)                         |
| Maringá                 | 0 (não possui)                                | 2 (2002 e 2008)                        |
| Francisco Beltrão       | 0 (não possui)                                | 2 (2017 e 2018)                        |
| Londrina                | 0 (não possui)                                | 1 (1995)                               |
| Toledo                  | 0 (não possui)                                | 1 (2003)                               |
| Paranavaí               | 0 (não possui)                                | 1 (2011)                               |
| Ponta Grossa            | 0 (não possui)                                | 1 (2016)                               |